# Phaeoceros engelii
Phaeoceros engelii är en bladmossart som beskrevs av Cargill et Fuhrer. Phaeoceros engelii ingår i släktet Phaeoceros och familjen Notothyladaceae. Inga underarter finns listade i Catalogue of Life.